# Lliga turcmana de futbol
La Lliga turcmana de futbol (o Türkmenistan Ýokary Liga, turcman: Ýokary liga futbol klublarynyň arasyndaky futbol boýunça Türkmenistanyň çempionaty) és la màxima competició futbolística de Turkmenistan. És organitzada per l'Associació de Turkmenistan de Futbol i es disputa des de 1992. La competició es disputa entre abril i novembre.

## Principals clubs
Des de la introducció de la lliga independent el 1992 el principals clubs de la lliga han estat:
| Club          | Ciutat      | Estadi                      | Capacitat |
| ------------- | ----------- | --------------------------- | --------- |
| FC Altyn Asyr | Aşgabat     | Complex Esportiu Büzmeýin   | 10.000    |
| FC Köpetdag   | Ashgabat    | Estadi Köpetdag             | 26.000    |
| Nebitçi FT    | Balkanabat  | Complex Esportiu Balkanabat | 10.000    |
| FC Nisa       | Ashgabat    |                             |           |
| Ýedigen FC    | Aşgabat     |                             |           |
| FC Aşgabat    | Aşgabat     | Estadi Ashgabat             | 500       |
| FC Ahal       | Anau        | Estadi Ashgabat             | 500       |
| FC Şagadam    | Türkmenbaşy | Estadi Şagadam              | 5.000     |

## Historial
Font:

### Època soviètica
- 1937-38: Lokomotiw Aşgabat
- 1938: Dinamo Aşgabat
- 1939-45: no es disputà
- 1946: Dinamo Aşgabat
- 1947: Spartak Aşgabat
- 1948: Dinamo Aşgabat
- 1949: Lokomotiw Aşgabat
- 1950: Spartak Aşgabat
- 1951: DOSA Aşgabat
- 1952: DOSA Aşgabat
- 1953: Dinamo Aşgabat
- 1954: Sbornaya Mary Oblast
- 1955: Sbornaya Aşgabat
- 1956: Gyzyl Metallist Aşgabat
- 1957: Sbornaya Aşgabat Oblast
- 1958: Sbornaya Aşgabat
- 1959: Sbornaya Nebitdag
- 1960: Sbornaya Çärjew
- 1961: Energetik Nebitdag
- 1962: Energetik Nebitdag
- 1963: Gurluşykçy Mary
- 1964: Serhetçi Aşgabat
- 1965: Serhetçi Aşgabat
- 1966: Serhetçi Aşgabat
- 1967: Serhetçi Aşgabat
- 1968: Serhetçi Aşgabat
- 1969: Serhetçi Aşgabat
- 1970: Garagum Mary
- 1971: Maýak Çärjew
- 1972: Energogurluşykçy Mary
- 1973: Sementçi Büzmeýin
- 1974: Awtomobilist Aşgabat
- 1975: Nebitçi Krasnowodsk
- 1976: Energetik Mary
- 1977: Şatlyk Mary
- 1978: Nebitçi Krasnowodsk
- 1979: Nebitçi Krasnowodsk
- 1980: Nebitçi Krasnowodsk
- 1981: Gurluşykçy Nebitdag
- 1982: Lokomotiw Aşgabat
- 1983: Obahojalyktehnika Çärjew
- 1984: Nebitçi Krasnowodsk
- 1985: Lokomotiw Aşgabat
- 1986: Nebitçi Krasnowodsk
- 1987: SKIF Aşgabat
- 1988: Ahal Aşgabat Raýon
- 1989: Medik Nebitdag
- 1990: Avtomobilist Aşgabat
- 1991: Obahojalyktehnika Aşgabat

### Des de la independència
- 1992:  Köpetdag Aşgabat (1)
- 1993:  Köpetdag Aşgabat (2)
- 1994:  Köpetdag Aşgabat (3)
- 1995:  Köpetdag Aşgabat (4)
- 1996:  Nisa Aşgabat (1)
- 1997-98:  Köpetdag Aşgabat (5)
- 1998-99:  Nisa Aşgabat (2)
- 2000:  Köpetdag Aşgabat (6)
- 2001:  Nisa Aşgabat (3)
- 2002:  Şagadam Türkmenbaşy (1)
- 2003:  Nisa Aşgabat (4)
- 2004:  Nebitçi Balkanabat (1)
- 2005:  HTTU Aşgabat (1)
- 2006:  HTTU Aşgabat (2)
- 2007:  FC Aşgabat (1)
- 2008:  FC Aşgabat (2)
- 2009:  HTTU Aşgabat (3)
- 2010:  FC Balkan (2)
- 2011:  FC Balkan (3)
- 2012:  FC Balkan (4)
- 2013:  HTTU Aşgabat (4)
- 2014:  Altyn Asyr FK (1)
- 2015:  Altyn Asyr FK (2)
- 2016:  Altyn Asyr FK (3)
- 2017:  Altyn Asyr FK (4)
- 2018:  Altyn Asyr FK (5)
- 2019:  Altyn Asyr FK (6)
- 2020:  Altyn Asyr FK (7)
- 2021:  Altyn Asyr FK (8)
- 2022:  Ahal FK (1)
- 2023: Arkadag FK (1)
- 2024: Arkadag FK (1)